# All of タンポポ
『All of タンポポ』（オール オブ タンポポ）は、タンポポのベスト・アルバムである。

## 概要
シングルは、1stから7thシングルまで収録されている。同月発売の「BE HAPPY 恋のやじろべえ」はタンポポの最終シングル曲だが9月26日発売だったため収録されずメガベストに収録。
特典として、初回仕様は三方背カバー入り・ブックレット封入。

## 収録曲
全作詞・作曲：つんく
1. 乙女 パスタに感動 - (4:29)
編曲:永井ルイ
  - 5thシングル
2. 恋をしちゃいました! - (4:46)
編曲：渡部チェル
  - 6thシングル
3. 王子様と雪の夜 - (4:52)
編曲：永井ルイ
  - 7thシングル
4. ラストキッス - (4:05)
編曲:小西貴雄
  - 1stシングル
5. Motto - (4:49)
編曲：河野伸
  - 2ndシングル
6. たんぽぽ (Single Version) - (5:18)
編曲：小西貴雄
  - 3rdシングル
7. 聖なる鐘がひびく夜 - (5:04)
編曲：小西貴雄
  - 4thシングル
8. I & YOU & I & YOU & I - (3:59)
編曲：永井ルイ
9. 誕生日の朝 - (5:41)
編曲：小西貴雄
  - アルバム『TANPOPO 1』収録曲
10. A Rainy Day - (3:32)
編曲：山内薫
  - 3rdシングル「たんぽぽ」カップリング曲
11. BABY CRY - (3:54)
編曲：高橋諭一
  - 6thシングル「恋をしちゃいました!」カップリング曲
12. 年末年始の大計画 - (4:27)
編曲：鈴木Daichi秀行
  - 7thシングル「王子様と雪の夜」カップリング曲
13. たんぽぽ (Grand Symphonic Version) - (5:32)
編曲：小西貴雄